# مسابقة ملكة الجمال

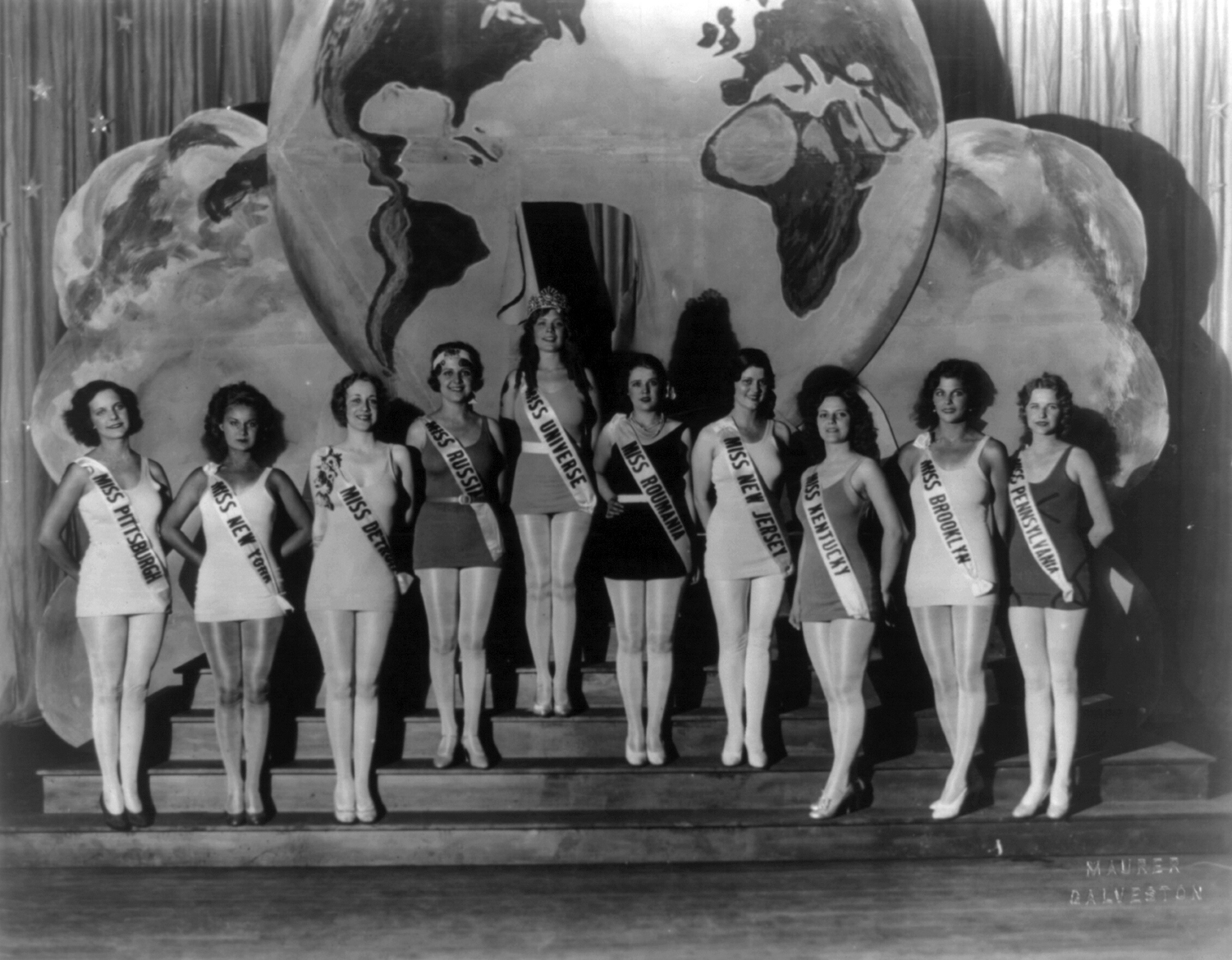
الفائزات في مسابقة ملكة الجمال الدولية 1930

مسابقة ملكة الجمال هي مسابقة تركز تقليديًا على تقييم وتصنيف المظهر الجسدي للمتسابقات. ومع ذلك، فإن مسابقات ملكات الجمال الحديثة تؤكد الآن على الجمال الداخلي أيضًا، حيث يتم تقييم سمات مثل الشخصية والذكاء والموهبة والشخصية والمشاركة الخيرية، من خلال مقابلات خاصة مع الحكام والإجابات على الأسئلة العامة على المسرح. يتم تقسيم ألقاب المسابقة إلى ملكة جمال، والسيدة أو السيدة، والمراهقة، لتحديد الفرق بين أقسام المسابقة بوضوح.
يشير مصطلح "مسابقة ملكة الجمال" في الأصل إلى مسابقات ملكات الجمال الأربع الكبرى الدولية. وبينما تقام المئات من مسابقات الجمال سنويًا، تعتبر الأربعة الكبار هي الأكثر شهرة وتحظى بتغطية إعلامية واسعة النطاق. تشير وسائل الإعلام الكبرى مثل صحيفة وول ستريت جورنال، وبي بي سي نيوز، وسي إن إن، ووكالة أنباء شينهوا، ووكالات الأنباء العالمية مثل رويترز، وأسوشيتد برس، ووكالة فرانس برس مجتمعة إلى هذه المسابقات الأربع الكبرى باسم "الأربعة الكبار". وتشمل هذه ملكة جمال الكون، ملكة جمال العالم، ملكة الجمال الدولية، وملكة جمال الأرض.
يجوز لمنظمي كل مسابقة تحديد قواعد المسابقة، بما في ذلك الفئة العمرية للمتسابقين. قد تشترط القواعد أيضًا أن يكون المتسابقون غير متزوجين إلى جانب معايير أخرى. وقد تحدد أيضًا معايير الملابس التي سيتم من خلالها الحكم على المتسابقين، بما في ذلك نوع ملابس السباحة. تشمل الجوائز المحتملة لمسابقات الجمال الألقاب والتيجان والأوشحة والباقات والصولجان وسندات الادخار والمنح الدراسية والجوائز المالية. منحت بعض المسابقات منحا دراسية جامعية للفائز أو للوصيفين المتعددين.
عادة ما تكون مسابقات ملكات الجمال متعددة المستويات، حيث تغذي المسابقات المحلية المسابقات الأكبر. على سبيل المثال، تشتمل المسابقات الدولية على مئات أو آلاف المسابقات المحلية. بالإضافة إلى ذلك، تقدم مسابقات ملكات الجمال مجموعة متنوعة من المسابقات. تركز مسابقات ملكات جمال الأطفال بشكل أساسي على الجمال والعباءات وعارضات الأزياء الرياضية والمواهب والمقابلات الشخصية. تركز مسابقات ملكة جمال البالغين والمراهقين على الماكياج والشعر والعباءات وعارضات أزياء السباحة والمقابلات الشخصية. غالبًا ما يُطلق على الفائزة في مسابقة الجمال اسم ملكة الجمال. هناك أيضًا مسابقات ملكات جمال الذكور والتي تتميز بعناصر المسابقة القياسية مثل ملابس السباحة وملابس السهرة والمقابلات.

## انتقادات

### تشييء المرأة
يقول النقاد أن مسابقات الجمال تؤدي إلى تسليع النساء، لأنه يتم تقييمهم بشكل أساسي من خلال مظهرهم الجسدي، تقييم المرأة في الأحداث العامة بناء على المظهر الجسدي والجاذبية الجنسية كما يحدث في مسابقات ملكة الجمال، يعد تشييئًا جنسيًا، لقد وجد العديد من الخبراء النفسيين أن مسابقات الجمال يمكن أن تؤدي إلى مجموعة كاملة من المشاكل العقلية بين المشاركات، من بينها فقدان احترام الذات الذي يصل إلى أدنى مستوى، لذلك تطالب بعض المنظمات بإنهاء هذه الممارسة.

## اقرأ ايضًا
- تسليع المرأة